# Martin B. Madden

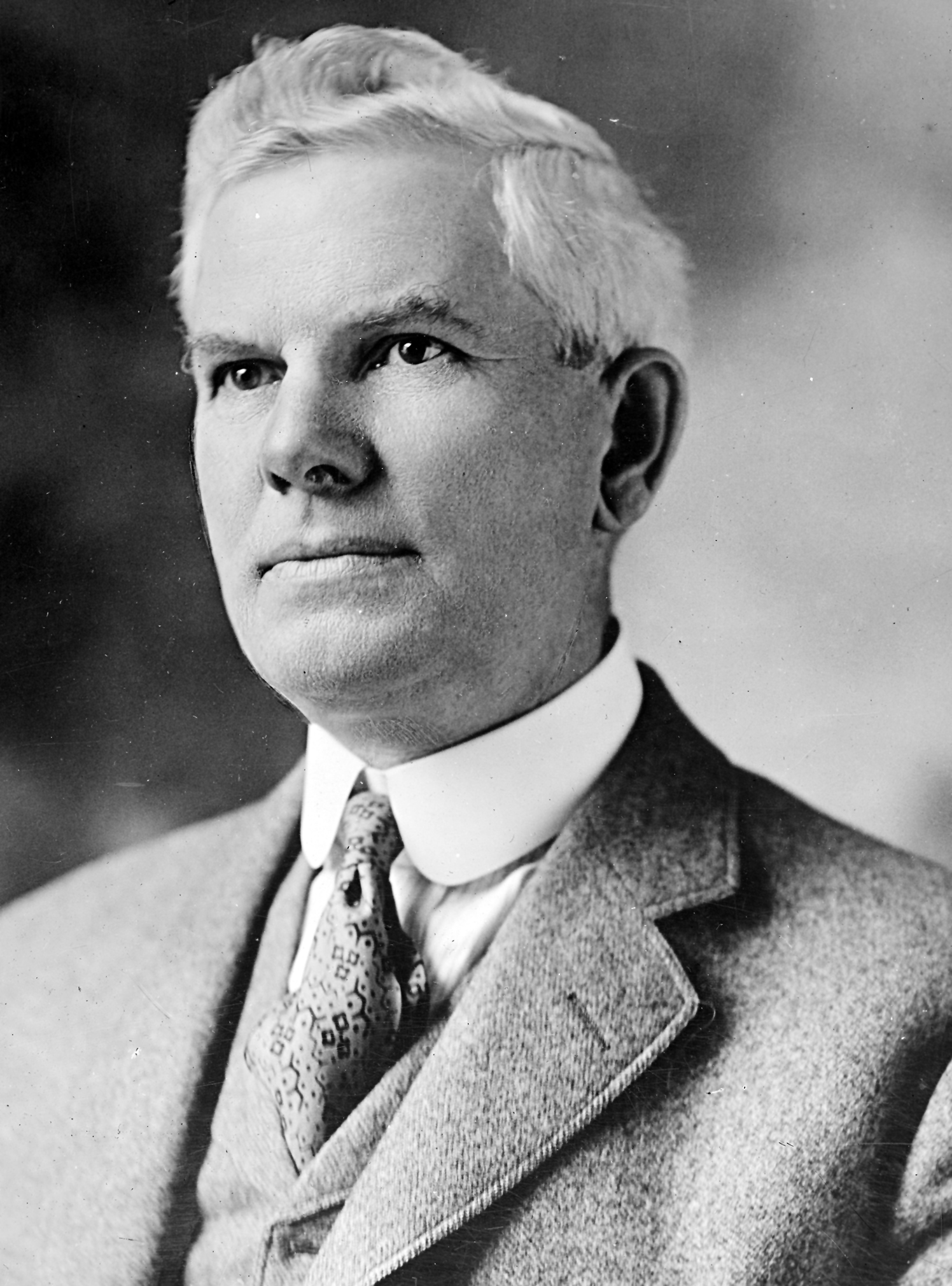
Martin B. Madden

Martin Barnaby Madden (* 21. März 1855 in Wolviston, County Durham, England; † 27. April 1928 in Washington, D.C.) war ein britischstämmiger US-amerikanischer Unternehmer und Politiker der Republikanischen Partei, der den Bundesstaat Illinois 23 Jahre lang im US-Repräsentantenhaus vertrat.

## Leben
Madden, der 1860 mit seinen Eltern in die USA eingewandert war, besuchte öffentliche Schulen in Chicago und schloss 1873 das Bryant & Stratton Business College ab. Nach einem Besuch einer Ingenieurhandelsschule wurde er Unternehmer und war zwischen 1885 und 1889 Präsident der US-amerikanischen Vereinigung der Steinbruchbesitzer sowie 1886 und 1887 Vizepräsident und Direktor der Bau- und Handelsbörse von Chicago (Builders and Traders’ Exchange of Chicago).
Danach begann er seine politische Laufbahn in der Kommunalpolitik und war zwischen 1889 und 1897 Mitglied des Stadtrates von Chicago und in dieser Zeit nicht nur sieben Jahre lang Vorsitzender von dessen Finanzausschuss, sondern auch von 1891 bis 1893 Präsident der Stadtverordnetenversammlung. Zeitgleich war er von 1890 bis 1896 Vorsitzender des Komitees der Republikanischen Partei von Chicago.
1895 wurde er Präsident der Western Stone Co. und behielt diese Funktion bis 1915 und war daneben zugleich zwischen 1895 und 1910 Direktor der Metropolitan Trust & Savings Bank of Chicago. Daneben setzte er seine politische Tätigkeit in der Republikanischen Partei fort und war 1896 und 1900 Delegierter zu den Republican National Conventions.
Nachdem er bei den Kongresswahlen 1902 erstmals erfolglos für einen Sitz im US-Repräsentantenhaus kandidierte, wurde er bei den Kongresswahlen 1904 zum ersten Mal zum Mitglied in das Repräsentantenhaus gewählt und vertrat dort nach mehreren Wiederwahlen vom 4. März 1905 bis zu seinem Tod als Nachfolger des Demokraten Martin Emerich den ersten Kongresswahlbezirk von Illinois.
Während seiner langjährigen Parlamentszugehörigkeit war Madden, der 1912, 1916 und 1924 wieder Delegierter bei den Republican National Conventions war, darüber hinaus von März 1928 bis zu seinem Tod Vorsitzender des einflussreichen Ausschusses für Investitionen (House Committee on Appropriations) und verstarb in den Räumlichkeiten dieses Ausschusses im Washingtoner Kapitol. Nach seinem Tod wurde er auf dem Fairview Cemetery in Hinsdale beigesetzt.
Nach Martin Madden wurde der 1935 in der Panamakanalzone fertiggestellte Madden Dam benannt.

## Hintergrundliteratur
- Thomas Robert Bullard: From Businessman to Congressman: The Careers of Martin B. Madden. Dissertation (Ph.D), University of Illinois at Chicago, 1973.